# Quảng Bình quan

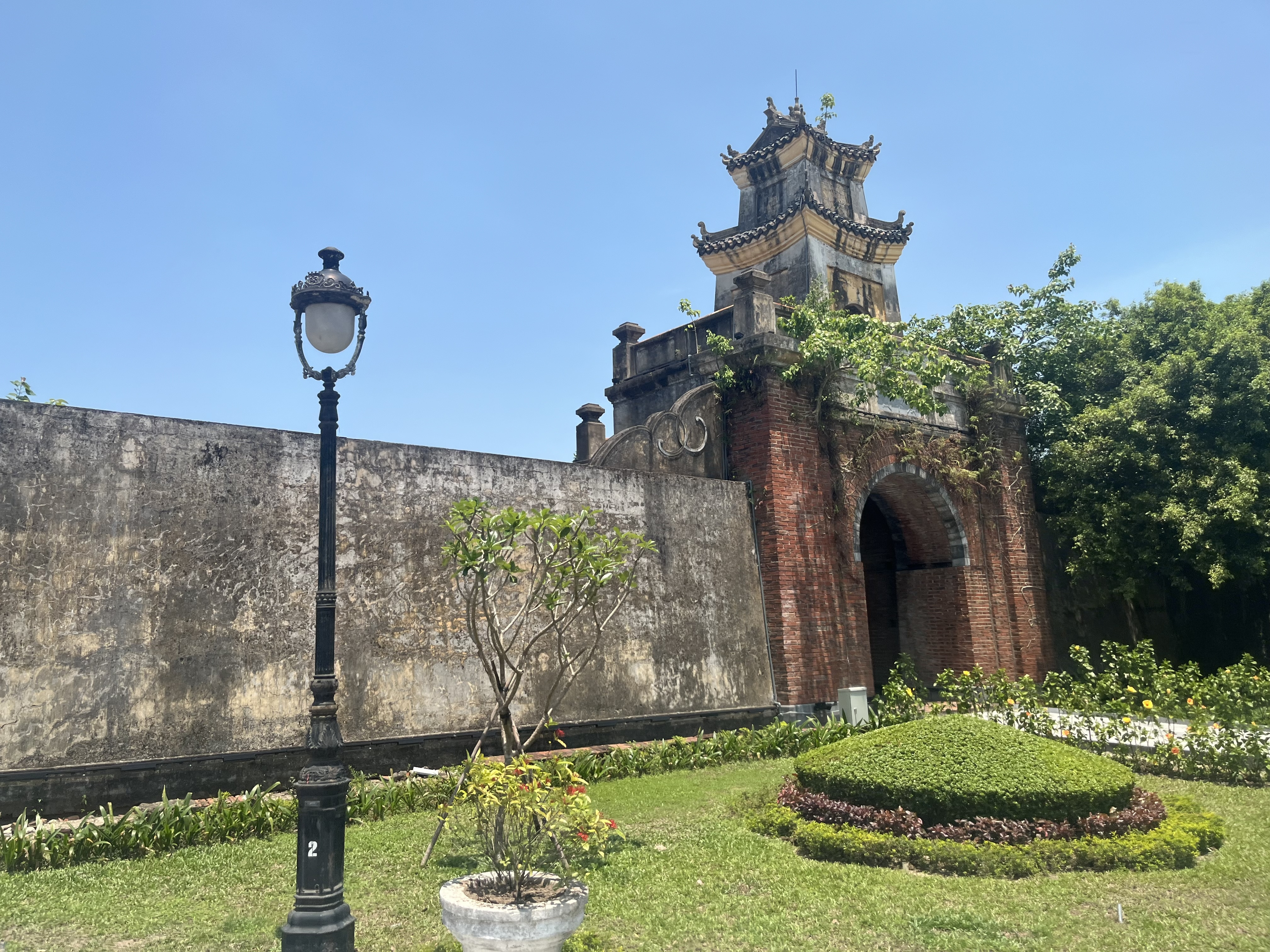
Quảng Bình quan, năm 2024, được trùng tu sau chiến tranh Việt Nam.

Quảng Bình quan (chữ Hán: 廣平關) là tên của một di tích kiến trúc quân sự tại thành phố Đồng Hới, tỉnh Quảng Bình, Việt Nam. Cùng với đồn Động Hải, đây là một luỹ quan ải áng ngữ trên đường thiên lý Bắc Nam (đường Hạ) thuộc hệ thống lũy Thầy (về sau được vua Thiệu Trị đặt tên là "Định Bắc trường thành"), được xây dựng dưới thời chúa Nguyễn Phúc Nguyên, tồn tại suốt thời Trịnh–Nguyễn phân tranh, đóng vai trò quan trọng trong việc ngăn cản quân Trịnh tiến xuống phương Nam trong 150 năm. Ngày nay, công trình chỉ còn di tích cổng quan nằm trên tuyến Quốc lộ 1.

## Khái lược
Quảng Bình quan là một quan ải trọng yếu trên hệ thống Lũy Thầy, được Đào Duy Từ cho xây dựng vào năm 1631. Quảng Bình quan trấn giữ cửa sông Động Hải, tại điểm hợp lưu của hai con sông Nhật Lệ và Lệ Kỳ và là "gạch nối" của lũy Đầu Mâu – Nhật Lệ. Muốn đi từ Bắc vào Nam, phải đi qua Quảng Bình quan. Chúa Nguyễn cũng cho đắp một đồn binh nằm ở phía Bắc Quảng Bình quan, gọi là đồn Động Hải, đặt theo con sông Định Hải gần đó.

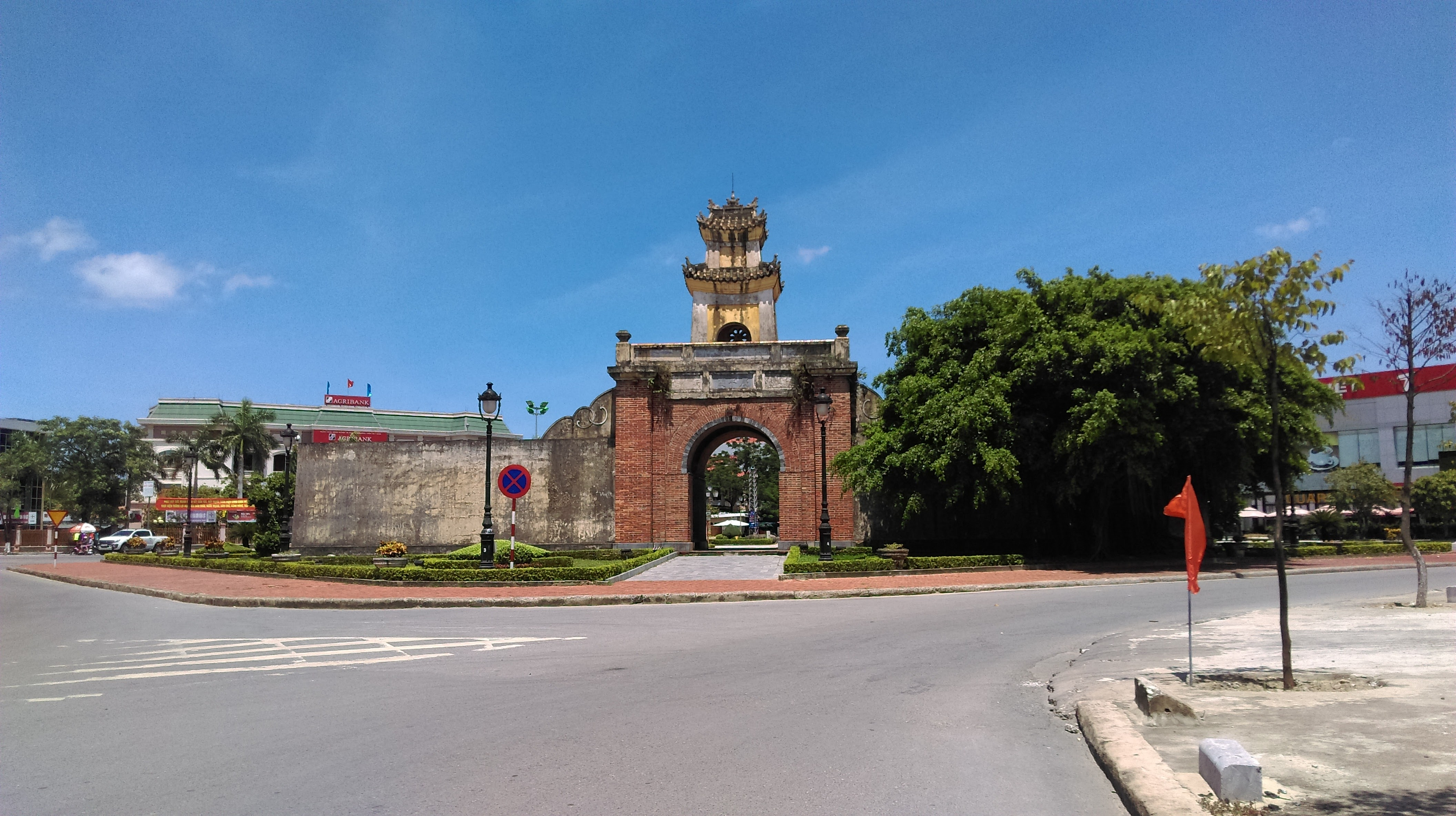
Quảng Bình quan, mặt sau.

Quảng Bình quan (dân gian gọi là cổng Hạ) ban đầu được đắp bằng đất, đến thời Minh Mạng được đắp mở rộng bằng gạch đá kiên cố, trên cổng dựng nhà canh, đắp thêm luỹ ngoài và hào nước. Đồn Động Hải cũng được mở rộng và xây kiên cố, trở thành thành sở của tỉnh Quảng Bình.
Do biến thiên của lịch sử và thời gian, Quảng Bình quan đã bị hư hại nặng. Năm 1961, di tích Quảng Bình quan được phục chế phần cổng quan, tu sửa gần như nguyên bản (phần hào luỹ hầu như không còn dấu tích). Đến năm 1965 bị bom Mỹ đánh sập gần như hoàn toàn. Hiện nay, Quảng Bình quan đã được phục chế lại gần như nguyên bản. Di tích thành Đồng Hới gần đó cũng được phục chế 3 cổng thành và một đoạn tường thành phía Nam, cùng hào nước được bảo tồn gần như nguyên vẹn.